# L'Officiel
L'Officiel este o o revistă franceză de modă publicată de Les Editions Jalou. Revista a fost publicată pentru prima oară în Paris în anul 1921 și dedicată femeilor între 25 și 49 de ani. În 2013 revista a avut un tiraj de 135.000 de exemplare. Există și o versiunea similară pentru bărbați, intitulată L'Officiel Hommes.
În prezent atât L'Officiel cât și L'Officiel Hommes sunt publicate în peste 20 de țări, printre care Azerbaidjan, Brazilia, China, Germania, Grecia, India, Italia, Coreea de Sud, Letonia, Liban, Lituania, Mexic, Maroc, Olanda, Polonia, Rusia, Singapore, Elveția, Thailanda, Turcia, Ucraina și Emiratele Arabe Unite. Editions Jalou planifică să lanseze revista L'Officiel și în Australia în 2015.